# Vulgarisation
Ne doit pas être confondu avec Médiation scientifique.
Cet article possède un paronyme, voir Bulgarisation.
La vulgarisation est, selon la définition du Trésor de la langue française informatisé, le « fait de diffuser dans le grand public des connaissances, des idées, des produits ».
C'est une forme de diffusion pédagogique des connaissances qui cherche à mettre le savoir (et éventuellement ses limites et ses incertitudes) à portée d'un public non expert. C'est l'ensemble des actions permettant au public d'accéder à la culture, et en particulier aux cultures scientifiques, techniques, industrielles ou environnementales, c'est-à-dire aux savoirs, savoir-faire et savoir-être de ces disciplines.

## Définition
Dans son sens le plus répandu, la vulgarisation est, selon le Larousse, l'« action de mettre à la portée du plus grand nombre, des non-spécialistes des connaissances techniques et scientifiques ». Pour le dictionnaire Le Petit Robert, c'est « le fait d'adapter un ensemble de connaissances techniques, scientifiques, de manière à les rendre accessibles à un lecteur non spécialiste ». Enfin, pour le TLFi, c'est le « fait de diffuser dans le grand public des connaissances, des idées, des produits ».
La vulgarisation est intimement liée à la démarche scientifique, et fait partie des missions des chercheurs.
La vulgarisation permet au citoyen de se saisir d'un enjeu de la communauté scientifique, ce qui se développe via certains partenariats entre recherche et citoyens (science participative). Mais cette dernière piste reste encore marginale, comparativement à l'espace occupé par la vulgarisation plus « classique » (magazines, émissions de télévision, livres, musées de science, universités populaires, cours publics, etc.).
La vulgarisation est le lien volontaire de transmission qu'effectue un chercheur, un expert, un enseignant, un animateur, un médiateur, un conférencier, un journaliste du savoir qu'il produit ou maîtrise (science, culture au sens large, acquis par une communauté scientifique, technique et académiques, etc.) vers le public profane.
La vulgarisation inclut aussi, de fait, l'appropriation volontaire par le public de connaissances, y compris quand cette appropriation s'accomplit de manière autodidacte, sans passer par le contact direct avec des vulgarisateurs.
La vulgarisation se fait à plusieurs niveaux de complexité.
Elle est notamment orientée vers des néophytes ou le grand public :
- information de publics très différents de l'état de l'art, de l'état des connaissances ; par exemple sur la question du changement climatique, les groupes de travail du GIEC publient régulièrement un Résumé à l'intention des décideurs[3], de même, en France, la Mission interministérielle de l'effet de serre a publié un Mémento des décideurs[4] ;
- mise en place des conditions permettant au profane ou à l'amateur éclairé de pouvoir dialoguer avec les savants, sachants et spécialistes ;
- entretien d'interactions et rétro-action entre public et experts, dont sur les réactions du public face aux usages faits des découvertes et savoirs techniques dans la société.

Mais elle prend, parallèlement, des formes nouvelles :
- dans un monde où les disciplines scientifiques et techniques se sont fortement complexifiées et évoluent très rapidement, il existe aussi un large mouvement de vulgarisation scientifique produite par des disciplines complexes vers d'autres disciplines complexes (dont les acteurs sont parfois pour les premiers l'équivalent d'un public profane). Elle est nécessaire pour la fécondation croisée des savoirs et la transdisciplinarité. Les revues à comité de lecture et leurs articles scientifiques jouent ce rôle. La vulgarisation des sciences dites « dures » vers les sciences humaines et sociales et inversement ou avec d'autres domaines de la culture vulgarisée participe aussi à cette dynamique ;
- les approches collaboratives se développent (Wikipédia, les Wikibooks et les Wikiversités ainsi que les démarches de sciences citoyennes entrent dans cette dynamique) ;
- une communauté des ressources scientifiques libres se développe et ouvre de nouvelles perspectives. Elle propose des articles scientifiques, des bases de données et des logiciels gratuits et publiés en licences (Creative Commons, open source, etc.).
Cette approche est notamment encouragée par Harold Varmus (prix Nobel de médecine) qui, s'inspirant de l'efficacité apportée aux physiciens par Internet, promeut les articles en accès libre[5] et les données open source pour une science plus collaborative et ouverte, qui permet également, mais plus rapidement et d'une manière plus riche, l'évaluation par les pairs de la communauté scientifique[6]. Le comité d'éthique du CNRS a lui-même recommandé en 2007 la diversification des publications open source, malgré l'opposition des éditeurs de publications scientifiques : « Les revues en libre accès et les archives ouvertes sont des étapes vers un modèle optimisé, encore à créer, où les impératifs de libre diffusion, les préoccupations éthiques, les critères de qualité et ceux d’équilibre économique seraient mieux conjugués, peut-être par auto-régulation entre auteurs et lecteurs »[7]. « Faciliter pour le plus grand nombre l’accès aux connaissances, acquises grâce à l’effort financier public, en les considérant comme un bien universel, au sein des pays les plus développés mais aussi au-delà de leurs frontières, relève d’un choix éthique majeur »[7], écrivait le comité d'éthique du CNRS. Le CNRS recommandait même l'« obligation de dépôt des résultats dans des archives ouvertes »[7], en rappelant que la recherche est souvent financée par de l'argent public[7] ;
- depuis les années 2000, le terme de « médiation scientifique » tend progressivement à se substituer à celui de « vulgarisation scientifique ». Il recouvre toutefois un ensemble de pratiques plus vaste, au sens où la médiation scientifique relève davantage d'un dialogue[8] entre science et société, appuyé par des approches participatives prenant en compte les opinions et valeurs des différents publics, que d'un simple processus de transfert de connaissances et de culture scientifiques.

## Moyens et acteurs
La vulgarisation est de nature pédagogique. Elle est en cela très proche de la médiation culturelle, vocable plutôt utilisé pour les arts et la culture générale. Un rapprochement dont témoigne l'idée de « médiation scientifique ».
Elle s'appuie sur des moyens de communication, des médias et de plus en plus des approches multimédias. « Être précis et compréhensible par le plus grand nombre, sans simplifier à l’extrême un message qui pourrait devenir mensonger, nécessite un effort et des compétences dont l’importance est souvent sous-estimée », rappelait début 2010 le Comité consultatif national d'éthique pour les sciences de la vie.

### Bibliothèques publiques
La Bibliothèque nationale et universitaire de Strasbourg (BNU) rassemble depuis 1992 un fonds de vulgarisation scientifique et d'histoire des sciences et des techniques, constitué de publications destinées à un public non spécialiste, « permettant d'alimenter la réflexion et la recherche dans des domaines variés : sciences et éthique, sciences et religions, sciences et société, développement durable, écologie, zoologie, climatologie, biologie, informatique… ». La bibliothèque disposait en 2010 d'une collection de plus de 12 000 ouvrages de vulgarisation scientifique et médicale, ainsi que d'abonnements à 44 périodiques imprimés et à 62 revues électroniques.

### Musées scientifiques

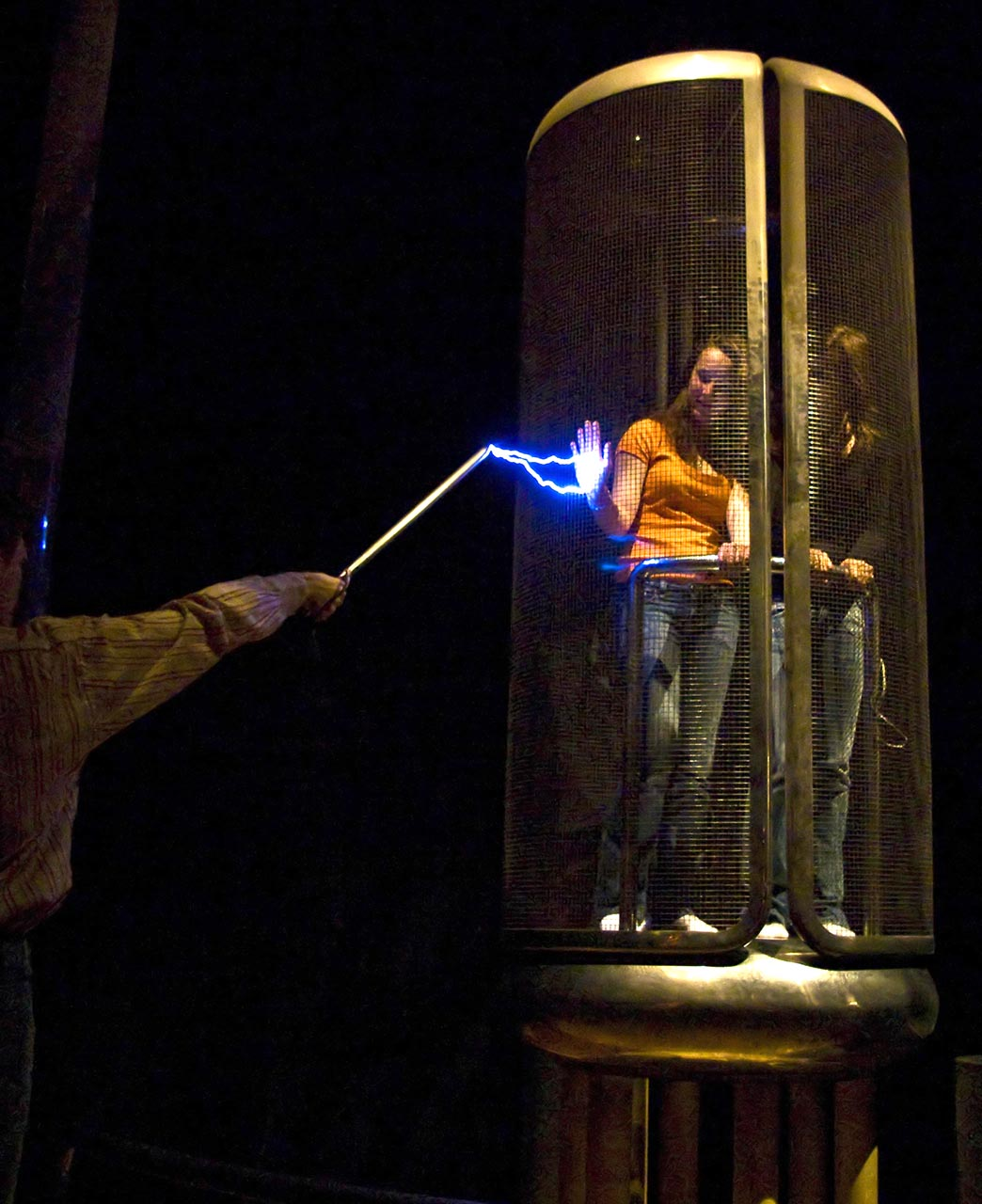
Expérience de la cage de Faraday au Palais de la découverte

L'histoire de la vulgarisation par des expositions temporaires ou permanentes d'objets de science et de culture commence avec l'école, et pour les sciences avec les sociétés savantes et les cabinets de curiosités du siècle des Lumières.
La France a développé des centres de culture scientifique, technique et industrielle (CCSTI). Les plus célèbres sont le Palais de la découverte et la Cité des sciences et de l'industrie de La Villette. Les États-Unis ont renouvelé le genre ces dernières décennies avec des institutions telles que l'Exploratorium de San Francisco, qui se veulent plus près d'une expérience accessible par les sens — et où les enfants peuvent toucher sans risquer de casser quelque artefact. Le Québec a développé quelque chose de semblable avec le Centre des sciences de Montréal.
Cette approche diffère sensiblement de celle des années 1935-1970 où la France se caractérisait par une séparation franche entre ce qui était scientifique (le « pourquoi », caractérisé par le Palais de la découverte) et de ce qui était technique (le « comment faire pour que », caractérisé par le Musée des arts et métiers). Cette séparation n'existait pas en Grande-Bretagne (Science Museum de Londres), ni en Allemagne (Deutsches Museum à Munich), où l'on exposait ensemble sciences et techniques sans d'ailleurs prendre le soin de toujours les différencier.

## Approches critique et éthiques

### Analyse critique
En réaction à la praxis, aux modes et formats dominants de vulgarisation (TV, Presse souvent réductrices ou sensationnalistes), des courants plus ou moins formalisés récusent ou tout au moins questionnent une vulgarisation à outrance et souvent peu éthique ou transparente. Elles constatent, craignent ou jugent que :
- certaines vulgarisations sont orientées ou instrumentalisées dès l'amont, c'est-à-dire par le vulgarisateur lui-même ou par celui se présentant comme tel (la différence entre certains articles de vulgarisation et le publireportage est parfois ténue) ; des informations tronquées peuvent faire naître de faux espoirs puis des désillusions ;
- certaines vulgarisations sont tronquées ou rendues trompeuses au stade d'un second filtrage, par des médias contraints pour retenir le public de sacrifier aux recettes de la simplification et du sensationnalisme (filtrage d'une partie de l'information, par exemple plus spectaculaire, vendeuse, ou les confortant dans leur image ; emplois d'expressions anthropomorphisantes[b] ; engouement collectif pour certains travaux scientifiques de chercheurs qui n'échappent à l'influence ni de leur époque ni des effets de mode théorique interne à leur discipline)[13] ;
- une appropriation éventuellement sauvage et déformante d'une information par une partie du public peut conduire à des rumeurs et des chaînes de désinformation. Les personnes mal informées colportent alors à leur tour les messages vers d'autres, sans rigueur scientifique ou en ré-articulant une information fausse ou incomplète dans de nouveaux raisonnements non fondés aux conséquences imprévisibles[14]. C'est un phénomène notamment analysé par des observateurs comme Anne Cauquelin et Roger Lenglet (opinion publique) qui étudient l'appropriation des informations vulgarisées par le public lui-même.

De telles dérives peuvent être expliquées par de nombreux facteurs (politiques, institutionnels, religieux, commerciaux ou d'image, etc.). Si elles sont volontaires, elles s'apparentent à une désinformation et posent en outre des questions juridiques particulières (forme de diffamation).

### Enjeux éthiques
L'enjeu que représente la vulgarisation prend de l'ampleur dans le même temps que sont réalisées les avancées scientifiques et culturelles, en considérant que la somme et la complexité de l'information à diffuser est croissante dans le temps. De plus, internet permet de tendre une certaine idée de démocratisation de cette méthode de diffusion. Son rôle est ainsi exponentiel puisque l'écart entre la population et la connaissance se creuse. Dans cette perspective, la vulgarisation prend une portée quasiment politique, car elle est outil d'information et point de jonction à la fois entre une spécialisation sans limites, et des citoyens pour qui les réalités exposées par les spécialistes paraissent de plus en plus occultes. Ainsi, elle peut être l'objet de manipulations à des fins n'ayant rien à voir avec l'élévation scientifique ou culturelle de la population (voir Approches critique et éthique).
- Les enjeux éthiques semblent plus évidents dans certains domaines sensibles :
  - la géopolitique ;
  - les domaines environnementaux (Biodiversité, dérèglement climatique) ;
  - le secteur médical et notamment dans les champs relevant de la bioéthique dont dans le domaine sanitaire, de l'expérimentation animale ou de la sécurité alimentaire. Une vulgarisation déficiente ou trompeuse ou non transparente peut aussi avoir des impacts socio-économiques et culturels importants.
- Le rôle du vulgarisateur est particulièrement difficile dans des domaines émergents exposant à des risques nouveaux et difficilement prévisibles (OGM, nanotechnologie, nucléaire, smog électromagnétique, clonage, fécondation assistée, NBIC, etc.), qui suscitent des questions socialement vives, voire des controverses sociotechniques.
- Sur la base d'une vulgarisation parfois peu transparente, partiale et donc peu crédible, on demande souvent au public un « consentement éclairé », un avis qui peut ensuite justifier des actions potentiellement dangereuses ou au contraire un principe de précaution qui - par définition - ne peut être appuyé sur des certitudes.
- Des auteurs comme le sociologue Pierre Bourdieu, Daniel Jacobi (sémioticien), ou la Revue Alliage (publiée par Jean-Marc Levy-Leblond), la Fondation sciences citoyennes ainsi que le Cirasti avec ses rencontres nationales de l'animation scientifique et technique et son observatoire des Exposciences s'inscrivent également dans ce courant critique et éthique.
- Une question délicate est le moment opportun pour divulguer une information, surtout s'il s'agit de résultats préliminaires. Selon sa perception des enjeux, une partie du public trouvera qu'une information a été prématurément divulguée, alors qu'une autre trouvera qu'on a trop tardé à la divulguer. 
Le vulgarisateur est parfois aussi le relai d'un lanceur d'alerte, éventuellement confronté à l'urgence ou au principe de précaution. 
Le vulgarisateur ou sa hiérarchie, son rédacteur en chef, etc. peuvent subir des pressions, ou craindre qu'une information n'engendre des troubles et alors s'autocensurer (Didier Sicard évoquait en 2004 une Recherche « sommée de prouver sans inquiéter »[15]). Chaque cas est alors un cas particulier que le vulgarisateur doit traiter en son âme et conscience.
- L'accès récemment démocratisé à Internet a un double effet ; il encourage l'expertise citoyenne et l'analyse critique, notamment en permettant d'accéder vite et directement à de nombreuses sources originales (souvent en anglais, mais avec des outils de traduction pouvant aider le lecteur, le comité éthique du CNRS recommandant d'ailleurs de ne pas favoriser l'anglais et d'encourager le bilinguisme et l'utilisation de la traduction automatique[7]). Certaines de ces sources sont vulgarisées par leurs auteurs eux-mêmes, ou accompagnées de commentaires critiques, éventuellement pluridisciplinaires et collaboratifs. 
Inversement, un internaute naïf ou ne prenant pas le temps de croiser ses informations ou d'en vérifier les sources, est — sur internet et dans la blogosphère — également exposé à une information mal vulgarisée et surabondante. Il peut alors lui-même contribuer à amplifier des rumeurs (ou à les dénoncer et parfois les corriger ?).
De plus, la question de la fracture numérique peut cumuler ses effets à ceux des inégalités traditionnelles d'accès à l'information.

### Déontologie de la vulgarisation
- En France, le Comité consultatif national d'éthique pour les sciences de la vie (CCNE) a publié en 1995 un premier avis[16] sur « l’information scientifique relative à la recherche biologique et médicale ». En 2010, il a émis un second avis[9], insistant sur le fait que (…) « Si l’information n’est pas correctement transmise – complète, honnête, compréhensible par un profane – le consentement « informé » perd tout son sens ».
Cet avis est assorti de recommandations visant « à améliorer la qualité de l’information que les scientifiques se doivent de transmettre à la société ». Le comité ajoute qu'« il est important que le public ait la certitude que l’information qui lui parvient via différents média est validée. Or personne n’est mieux placé que le chercheur lui-même pour valider une information scientifique ».
- De leur côté le scientifique ou l'expert ont la responsabilité de devoir adapter leur langage au niveau de compréhension de leurs interlocuteurs. Ils doivent cependant éviter le jargon scientifique ou technique, sans pour autant galvauder ni rendre approximative l'information ; c'est un équilibre souvent difficile à trouver. « Il est alors extrêmement souhaitable que l’information transmise, en général par un journaliste, ait été, chaque fois que possible, validée par le chercheur lui-même quant à sa signification et quant à l’importance qu’elle revêt pour le public ».
- Parfois un vulgarisateur ou scientifique bon communicant, ou doué d'une verve inhabituelle, devient une star appréciée des médias. Il peut être mis en avant, éventuellement bien plus que ne le justifierait la reconnaissance par ses pairs. On cherche alors aussi à lui faire rendre des avis sur des domaines qu'il ne maîtrise pas nécessairement. Il devrait se garder de tomber dans ce piège, et la déontologie des journalistes voudrait qu'on ne l'y pousse pas. Dans le feu de l'action et du direct on peut comprendre quelques dérives, mais dans la presse, elles paraissent plus suspectes. Ce phénomène peut être renforcé par le fait que nombre de bons scientifiques, échaudés par des communications mal faites, mal comprises ou mal rapportées par les médias venus les interroger peuvent ensuite éviter de réitérer l'exercice.
- La vulgarisation médicale et de santé présentant des enjeux éthiques particulièrement forts, avec d'une part le poids du lobby pharmaceutique et d'autre part des risques de dérives liées à l'amateurisme ou à la non-mise à jour de certains sites. 
Plusieurs initiatives, parfois encadrées par les états cherchent à encourager de bonnes pratiques et professionnaliser ces acteurs. 
Par exemple, la Fondation HON (Health On the Net) promeut une information en ligne qui soit claire, vérifiée, appropriée et efficace. Elle a produit un code de conduite HONcode qui permet à un site respectant ce code d'afficher le logo HON sur sa page d’accueil[17]. Une convention de partenariat a été signée en France par HON et la Haute Autorité de Santé qui promeut une certification des sites proposant des informations sur la santé. 
Les sites informant sur la médecine, les médicaments, sont désormais invités par la loi[18] à afficher sur leur page d'accueil leurs liens avec des sites institutionnels (caisses d’assurance-maladie, Agence française de sécurité sanitaire des produits de santé (AFFSSAPS) ou Haute Autorité de santé (HAS)) et à demander (depuis novembre 2007) à la HAS une certification volontaire (Plus de 700 sites répondant aux critères ont été certifiés entre 2007 et début 2010)[19].

### Publications et médias
Les organismes de publications scientifiques (articles, revues, publications, colloques) s'adressent principalement aux spécialistes dans un processus d'évaluation par les pairs.
Par opposition, les médias de masse ont par essence pour rôle de transmettre de l'information aux publics non-spécialisés. C'est cependant dans les médias traditionnels, souvent par le biais d'une actualité ou de sujets de société chargés émotionnellement et en opposition avec la cognition nécessaire à l’acquisition de la connaissance,.

#### Le livre et la presse
Au XVIIIe siècle durant la période des Lumières, des penseurs ont théorisé la pédagogie moderne en faveur de l'éducation du peuple et la vulgarisation scientifique. Les mouvements d'éducation populaire et le milieu scientifique ont fait émerger la nécessité de la vulgarisation scientifique, tant pour lutter contre la désinformation et les superstitions que pour élever le niveau global de connaissance des peuples. Les premiers outils de connaissances abordables sont alors les dictionnaires encyclopédiques, qui vont être diffusés sous la forme de fascicules ou de livres en format poche. Le rôle prépondérant des colporteurs puis l'apparition des premières gares ferroviaires (années 1840) permet cette diffusion accélérée. À partir des années 1880, du moins en Occident, la liberté de la presse, l'éducation pour tous, la fondation de grandes bibliothèques publiques, ouvrent encore le champ de l'acquisition des savoirs.
Des périodiques de vulgarisation scientifique sont apparues progressivement au XIXe siècle. Au début du siècle suivant, des magazines tels que Sciences et Vie, fondé en 1913 en France, connaissent le succès,,.

#### Audiovisuel et Internet
Entre 1920 et 1990, la radiophonie puis la télévision montent en puissance et deviennent des canaux de transmissions de savoirs. Un des premiers films de vulgarisation scientifique, The Einstein Theory of Relativity, est sorti aux États-Unis en 1923.
L’essor des nouvelles technologies de l'information et de la communication (NTIC) a permis de démultiplier cette offre ces dernières décennies, via le web notamment.

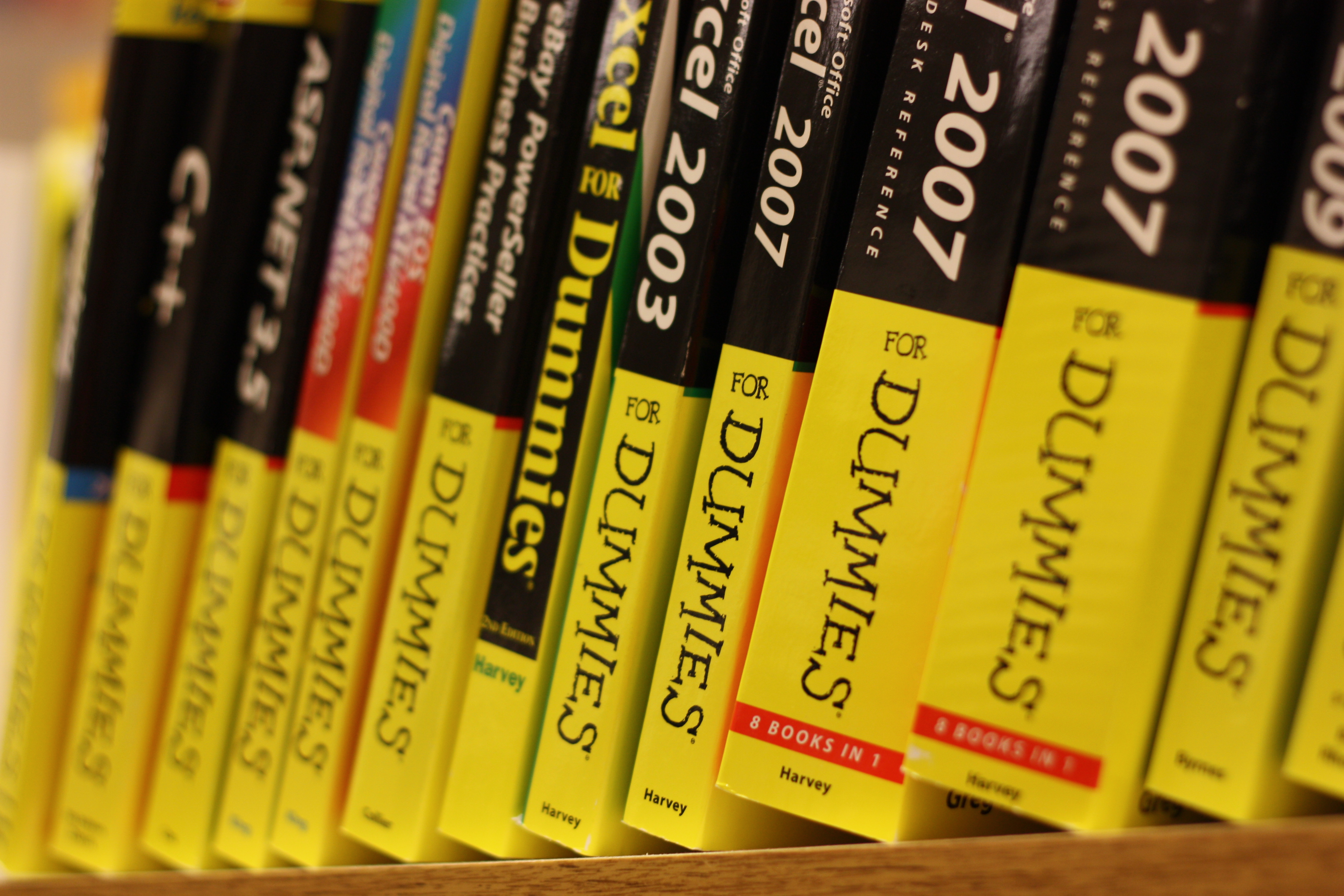
Des livres de la collection d'origine américaine Pour les nuls, qui propose des ouvrages de vulgarisation sur tous les sujets.

#### Revues de vulgarisation
- Epsiloon
- Découverte
- Magazine de l'Acfas
- La Recherche
- (en) New Scientist
- Pour la Science
- Québec Science
- Revue électronique de Psychologie Sociale
- Science & vie
- Sciences et Avenir
- La Hulotte
- La Salamandre

#### Émissions télévisées
- France
  - Temps X
  - E=M6
  - C'est pas sorcier
  - X:enius
  - Science 2
  - La Grande Explication
  - Science grand format

- Québec
  - Découverte

- États-Unis
  - MythBusters

#### Émissions radiophoniques
- France
  - France Inter
    - Les P'tits Bateaux[26], présentée par Noëlle Bréham
    - La Tête au carré, présentée par Mathieu Vidard

  - Aligre FM
    - Recherche en cours[27], présentée par Jean-Marc Galan et David Dumoulin

  - Le Labo des savoirs, diffusée sur plusieurs radios dont France Culture et Prun'[28]
- Québec
  - Radio-Canada
    - Les Années lumière
- Suisse
  - Radio suisse romande
    - Impatience
    - CQFD

  - Podcast Science[29]

#### Chaîne TV spécialisée
La chaine de télévision Science & Vie TV est spécialisée dans la vulgarisation.

### Internet
Il existe de très nombreux sites web contribuant à la vulgarisation : d'une part les sites de revues scientifiques ou alimentés par des agences de presse spécialisées (comme Agence Science-Presse). D'autre part, les sites enrichis par la communauté des internautes à travers des blogs, ou des outils collaboratifs comme Wikipédia.
Dans les années 2010, la vulgarisation en vidéo s'est développée notamment à travers des chaînes YouTube (comme e-penser, Dr Nozman ou DirtyBiology),,. Les premières chaînes sont créées vers 2014 et 2015, puis leur nombre explose.
À côté de ces émissions audiovisuelles, il existe aussi des bandes dessinées en ligne de vulgarisation comme JKX Comics créée par des doctorants américains.

### Animation scientifique et technique
- Issue des traditions de l'éducation populaire et des sociétés savantes, elle passe par la veille scientifique, et s'appuie sur des clubs, ateliers, centres de vacances, interventions scolaires, classes vertes ou scientifiques, café scientifique, des dispositifs de sciences citoyennes, etc. qui donnent l'envie et les moyens aux participants (souvent des enfants ou des adolescents) de découvrir et de construire des savoirs par la pratique.
- Elle produit des événements tout public, tels (en France) qu'exposciences régionales[36] qui regroupent des présentations de leurs activités par les jeunes eux-mêmes, les Nuits des étoiles au mois d'août ou la Fête de la Science en octobre, etc. Les mouvements d'éducation populaire visant la découverte scientifique et technique ont créé en 1985 le Cirasti, Mouvement français des exposciences[37].
- Au Québec, l'organisme provincial Les Débrouillards publie un magazine, organise des exposés en classes primaire et secondaire ainsi que des camps de vacances. Il existe également plusieurs centres de vulgarisation scientifique tels le Planétarium de Montréal, le Centre des sciences de Montréal, le Cosmodôme de Laval et, en région, l'ASTROLab du Parc national du mont Mégantic.
- En France les plus grosses associations sont Planète Sciences, Les petits débrouillards, PARSEC, Sciences Essonne.
- Le théâtre de science prend aujourd'hui toute sa place (Les atomes crochus, L'Île logique, etc.).

## Formation
En France, quelques masters formant à cette forme de communication existent, et une formation de journalisme scientifique est donnée à l'école supérieure de journalisme de Lille depuis les années 1990. Des formations courtes existent également, généralement destinées à des chercheurs ou ingénieurs, par exemple par le Centre de vulgarisation de la connaissance à l'université Paris-Sud, ou par des organismes privés comme Agent Majeur ou Science et partage. Des formations courtes existent aussi à destination des doctorants pour les préparer à des concours du type de Ma thèse en 180 secondes. Il existe toutefois bien plus de formations, souvent professionnalisantes, à la médiation scientifique. Certains livres permettent également d'apprendre à vulgariser,,.
Au Québec, l'ACFAS offre des activités de formation en communication scientifique afin que les chercheuses et chercheurs, les étudiantes et étudiants en recherche et les personnes passionnées par la science puissent acquérir et développer leurs compétences pour vulgariser la science.

## Vulgarisateurs célèbres
- Eugène Aisberg (1905-1980) était un journaliste français d'origine ukrainienne. Par le biais de « causeries » d'abord entre Curiosus et son oncle Radiol, puis après guerre entre Ignotus et Curiosus devenu à son tour détenteur du savoir, cet auteur nous fait découvrir et comprendre les principes qui régissent le monde de la TSF d'abord, du transistor ensuite et enfin de la télévision à travers toute une série d'ouvrages qui ont suscité de multiples vocations, tant d'électroniciens que d'enseignants.
- Isaac Asimov (1920-1992) était américain d'origine russe. Talentueux écrivain de science-fiction (notamment à travers ses cycles sur les robots (Les Robots) et de sa Fondation), ce scientifique, biochimiste de formation, a également écrit de nombreux ouvrages de vulgarisation.
- Jacques-Marie Bardintzeff (1953), volcanologue et universitaire français, auteur ou co-auteur de nombreux articles et ouvrages à destination du grand public.
- Bruce Benamran (1977-), vidéaste français, il produit des vidéos de vulgarisation scientifique sur sa chaîne YouTube e-penser.
- Jérôme Bonaldi (1951-), journaliste et animateur de télévision.
- Benjamin Brillaud (1988-), vidéaste, il réalise des vidéos de vulgarisation historique et mythologique sur sa chaine Youtube Nota Bene[44].
- Bill Bryson (1951-), vulgarisateur scientifique et auteur.
- Dianna Cowern, une vidéaste web qui possède la chaîne YouTube Physics Girls[45].
- Jacques-Yves Cousteau (1910-1997), océanographe et explorateur du monde sous-marin, a été le pionnier de la vulgarisation des connaissances sur la faune sous-marine.
- Alain Decaux (1925-2016), membre de l'Académie française, a occupé le devant de la scène médiatique pendant près d'un demi-siècle avec ses émissions de vulgarisation historique et ses nombreuses publications.
- Jean-Paul Delahaye (1952-), mathématicien et informaticien, rédacteur de la chronique Logique et calcul de la revue Pour la Science.
- Louis Figuier (1819-1894), vulgarisateur scientifique le plus prolifique du XIXe siècle.
- Camille Flammarion (1842-1925). Frère de l'éditeur du même nom. Membre de nombreuses sociétés savantes et d'associations pour la vulgarisation des sciences positives, il fonde la Société astronomique de France en 1887 et surtout publie l'Astronomie Populaire en 1880, ouvrage souvent réédité et complété, sortant cette discipline scientifique de son carcan de spécialistes. Il initie en cela l'astronomie amateur en en diffusant les bases théoriques et pratiques.
- Fontenelle (1657-1757). Considéré comme un des « pères fondateurs » de la vulgarisation. Membre de l'Académie des sciences et de l'Académie française. Son ouvrage le plus célèbre est les entretiens sur la pluralité des mondes habités. Réédité à de nombreuses reprises de son vivant, il met en scène un astronome et une marquise dont les relations sont presque autant scientifiques que courtoises. Voir aussi ses Dialogues des morts également très didactiques tout en distrayant.
- George Gamow (1904-1968) était physicien américain d'origine russe, nous fait découvrir, à travers les aventures du personnage de M. Tompkins, la physique quantique, la relativité restreinte et générale, et même le corps humain[46], ainsi que de multiples aspects des concepts relativement récents de la physique du XXe siècle.
- Martin Gardner (1914-2010), mathématicien, prestidigitateur, a écrit de nombreux livres portant sur les « récréations scientifiques ».
- Jamy Gourmaud (1964-), journaliste et animateur de télévision, créateur de C'est pas sorcier.
- Léo Grasset est un vulgarisateur et vidéaste de la chaine YouTube DirtyBiology[47].
- Henri Guillemin (1903-1992), historien , critique littéraire et conférencier, il acquiert une notoriété publique avec ses conférences pour la TSR (télévision suisse), aujourd'hui redécouverte via la plateforme Youtube.
- Stephen Jay Gould (1941-2002), par de nombreux ouvrages, articles et chroniques dans des journaux à destination d'un grand public, a exposé ses réflexions sur la géologie, la biologie et l'histoire des sciences, et surtout sur la théorie moderne de l'évolution dont il a été un des réformateurs dans le monde scientifique.
- Stephen Hawking (1942-2018) est physicien théoricien et cosmologiste anglais. Il a vulgarisé une partie de son travail dans le livre Une brève histoire du temps qui est l'un des plus grands succès de littérature scientifique.
- Jean-Louis Heudier (1944-) est astronome français. Il a créé plusieurs outils de vulgarisation scientifique comme ASSEM, PARSEC-ASTRORAMA et, dans le cadre de l'observatoire de la Côte d'Azur, Observatorium.
- Albert Jacquard (1925-2013), biologiste et philosophe, Albert Jacquard s'est également distingué en tant que vulgarisateur. Il a en effet publié une trentaine d'ouvrages de vulgarisation sur des sujets aussi bien scientifiques que philosophiques.
- Henri Laborit (1914-1995), médecin chirurgien et neurobiologiste, il était également éthologue, « eutonologue », selon sa propre définition (spécialiste du comportement humain) et philosophe. Il s'est fait connaître du grand public par la vulgarisation des neurosciences, notamment en participant au film Mon oncle d'Amérique d'Alain Resnais.
- Jean-Pierre Luminet (1951-) est astrophysicien, écrivain et poète français, spécialiste des trous noirs et de cosmologie au sujet desquels il a écrit plusieurs ouvrages. Il est l'auteur de nombreux autres ouvrages de vulgarisation, et a reçu notamment le Prix Georges Lemaître en 1999 et le Prix européen de la communication scientifique en 2007.
- Jane Marcet (1769-1858) s'est attachée à mettre à la portée d’un large public les connaissances les plus avancées de l’époque. Ses livres furent traduits en plusieurs langues.
- Derek Muller (1982-) est un vulgarisateur australien, vidéaste et créateur de la chaine Veritasium.
- Yakov Perelman (1882-1942) était un professeur russe qui a écrit de nombreux livres de vulgarisation en mathématiques, physique et astronomie.
- Hubert Reeves (1932-2023) est astrophysicien canadien (québécois). Il a écrit de nombreux livres de vulgarisation concernant l'astronomie, l'astrophysique et, dernièrement, l'écologie.
- Pierre Rousseau, dans son ouvrage Jean-François astronome, explique les fondements de l'astronomie, travaux pratiques à l'appui.
- Carl Sagan (1934-1996), astronome américain, célèbre dès les années 1970 pour ses apparitions télévisées, ouvrages de vulgarisation et sa série documentaire Cosmos (PBS), diffusée et rediffusée dans plus de 60 pays, et publiée sur DVD avec des addenda.
- Fernand Seguin (1922-1988), biologiste de formation qui a contribué largement à la communication scientifique au Québec et au Canada français par ses émissions à Radio-Canada.
- Steve Spangler (1966-), vulgarisateur scientifique et auteur.
- Haroun Tazieff (1914-1998), volcanologue et géologue belge et français, auteur de nombreux ouvrages de vulgarisation sur les volcans et les séismes, et pionnier du film documentaire.
- Gaston Tissandier (1843-1899), chimiste et aérostier français, fondateur de la revue La Nature en 1873.